# Carl S. Ehrlich
Carl S. Ehrlich (* 1956 in Amherst, Massachusetts) ist ein US-amerikanischer Professor für Hebräische Bibel und Biblische Archäologie an der York University in Toronto.

## Leben
Carl S. Ehrlich wurde 1956 als Sohn von Leonard H. Ehrlich und Edith Ehrlich in Amherst, Massachusetts, USA geboren. Er studierte an der University of Massachusetts Amherst, in Freiburg im Breisgau sowie in Jerusalem Jewish Studies, Biblische Archäologie und Orientalistik und wurde an der Harvard University 1991 zum Ph. D. promoviert. Seit 1999 ist er Associate Professor of Hebrew Bible und Koordinator des Programms für Jüdische Studien an der York University in Toronto.
Für seine wissenschaftlichen Arbeiten erhielt er zahlreiche Preise und Forschungsstipendien sowie Einladungen zu Gastprofessuren in Nordamerika und in Deutschland. Mehrere Semester lehrte er an der Hochschule für Jüdische Studien in Heidelberg sowie an der Humboldt-Universität zu Berlin und an der Kirchlichen Hochschule in Wuppertal. 2006 nahm er die Franz-Rosenzweig-Gastprofessur an der Universität Kassel wahr.

## Schriften (in Auswahl)
- Messiasvorstellungen im Judentum. In: Streiten um Jesus von Nazareth? Auf dem Weg zu einer nicht anti-jüdischen Christologie. Bad Boll 1993.
- The Philistines in Transition: A History from ca. 1000–730 BCE (= Studies in the History and Culture of the Ancient Near East, Band 10). Leiden, New York, Köln 1996.
- „Anti-Judäismus“ in der hebräischen Bibel: Der Fall: Ezechiel. In: Vetus Testamentum Band 46, 1996.
- „Du sollst dir kein Gottesbildnis machen“. Das zweite Wort vom Sinai im Rahmen der jüdischen Auslegung des Dekalogs. In: Albrecht Grözinger, Johannes von Lüpke (Hrsg.): Im Anfang war das Wort. Interdisziplinäre theologische Perspektiven. Neukirchen-Vluyn 1998.
- Die Suche nach Gat und die neuen Ausgrabungen auf Tell es-Safi. In: E. A. Knauf, U. Hübner (Hrsg.): Kein Land für sich allein. Studien zum Kulturkontakt in Kanaan. Israel/Palästina und Ebirnari, Fribourg 2002.
- Humanity’s Place in the Divine Scheme. A Contextual and Gender Sensitive Reading of the Creation Accounts in Genesis. In: Michael Graetz (Hrsg.): Ein Leben für die jüdische Kunst: Gedenkband für Hannelore Künzl. Heidelberg 2003.
- Bibel und Judentum. Beiträge aus dem christlich-jüdischen Gespräch. Zürich 2004.
- Understanding Judaism. Origins, Beliefs, Practices, Holy Texts, Sacred Places. London 2004 (übersetzt ins Französische und Niederländische).
- mit Marsha White als Herausgeber: Saul in Story and Tradition (= Forschungen zum Alten Testament). Tübingen 2005.
- als Herausgeber: Literatures of the Ancient Near East. An Introduction. Lanham, MD 2006.